# Mikael Strömshed
Mikael Strömshed, född 10 mars 1957, är en svensk före detta professionell ishockeyspelare (forward). Han har bland annat spelat för Luleå HF mellan åren 1977 och 1982.